# Ptah
| p · t | H |

| p · t | H |

Ptah

Ptaḥ ("creatore") (o Tanen, Ta-tenen, Tathenen, Peteḥ, Phtha, nell'Aida di Verdi: Fthà) è una divinità egizia appartenente alla religione dell'antico Egitto, dio creatore, demiurgo della città di Menfi, patrono degli artigiani e degli architetti nonché dio del sapere e della conoscenza. Lui stesso fu ingegnere, muratore, fabbro, artista.
Api era il suo oracolo. Fu connesso con le divinità Sokar e Osiride, che insieme costituirono Ptah-Seker-Osiride. Come Tanen, Ptaḥ era conosciuto come divinità ctonia.
Fu sposato con Sekhmet o (secondo poche fonti) Bastet. Fra i suoi figli: Nefertum, Mihos e Imhotep.
Nell'iconografia è raffigurato come un uomo mummificato con barba, che tiene fra le mani uno scettro composito con l’ankh (simbolo della vita), l’uas come bastone del potere, e il djed (simbolo della stabilità). Spesso ha sul capo un copricapo di pelle.

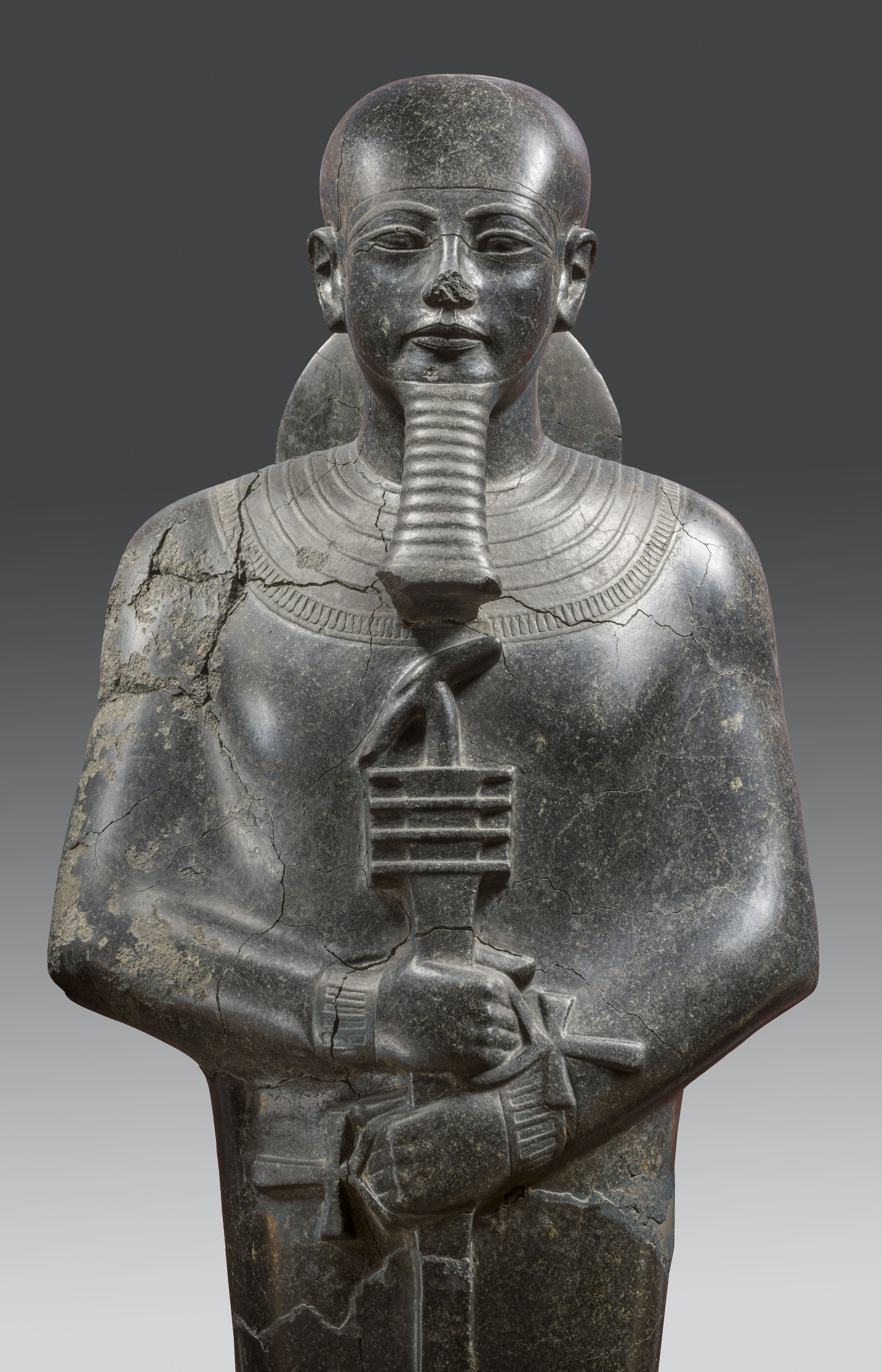
Statua del dio Ptah, Museo egizio di Torino

Da alcune fonti viene considerato il solo creatore non creato dell'intero universo, ed è anche ritenuto, a volte, una personificazione della materia primordiale (Ta-tenen). Ad un certo punto della storia egizia infatti si inizierà ad assimilare queste due divinità in un'unica entità, Ptaḥ-Tatenen, secondo un processo non dissimile a quello accaduto all'assai più noto Amon-Ra.
L'importanza del ruolo di Ptaḥ nella mitologia egiziana è testimoniata dall'etimologia del termine "Egitto", una corruzione greca del lemma Hut-ka-Ptaḥ (ḥwt-k3-ptḥ, "Casa dello spirito di Ptaḥ"), dal complesso monumentale della divinità a Menfi.